# Hoa hậu Việt Nam 2010
Hoa hậu Việt Nam 2010 là cuộc thi Hoa hậu Việt Nam lần thứ 12, diễn ra từ ngày 25 tháng 10 đến 6 tháng 11 năm 2010 tại Khu Du lịch quốc tế Tuần Châu, thành phố Hạ Long, tỉnh Quảng Ninh. Cuộc thi năm nay có chủ đề: Phụ nữ Việt Nam - Ngàn năm hương sắc. Người đẹp Đặng Thị Ngọc Hân, sinh năm 1989, đến từ thủ đô Hà Nội đã đăng quang Hoa hậu Việt Nam 2010, Á hậu 1 là Vũ Thị Hoàng My (Đồng Nai) và Á hậu 2 là Đặng Thùy Trang (Hà Nội). Đây là lần đầu tiên Hoa hậu Việt Nam có đơn vị truyền thông VTC tổ chức thay vì VTV, do VTV đồng hành cuộc thi Hoa hậu Thế giới người Việt 2010 diễn ra trong cùng thời gian tháng 8, trước cuộc thi kia diễn ra 1 tuần và cũng là năm cuối cùng người chiến thắng được trao vương miện bởi trưởng ban tổ chức cuộc thi.

## Giải thưởng
Hoa hậu Việt Nam 2010 được trao giải thưởng chính thức 200 triệu Việt Nam đồng (cao nhất trong các cuộc thi Hoa hậu Việt Nam từ trước đến nay). Á hậu 1 nhận được số tiền là 150 triệu đồng và Á hậu 2 là 100 triệu đồng. Theo quy chế mới sửa đổi trong lần thi này, Hoa hậu và các Á hậu sẽ "có nghĩa vụ trích 20% tiền giải thưởng để làm từ thiện".
Ngoài ra còn có các giải thưởng phụ như Hoa hậu Thân thiện, Hoa hậu Biển, Hoa hậu Tài năng, Hoa hậu được yêu thích nhất, Người đẹp có khuôn mặt khả ái nhất. Mỗi giải sẽ nhận được phần thưởng chính thức là 50 triệu đồng.

## Điểm đặc biệt
Hoa hậu Việt Nam 2010 ngoài số tiền thưởng kỷ lục, sân khấu của đêm chung kết cũng được đầu tư hoành tráng nhất từ trước đến nay. Được đầu tư hơn 7 tỷ đồng, sân khấu được trang trí bằng 700 lá và 300 bông hoa sen bằng lụa lớn trên mặt hồ rộng 1000 m2. Đây cũng là sân khấu có đường catwalk dài nhất trong các kỳ thi hoa hậu. Sàn được lát bằng những tấm nhôm thay cho nhựa như thông thường để đảm bảo được sự sang trọng. Quảng trường đêm chung kết được xây lại với 36 tỷ đồng, 300 công nhân và kỹ thuật viên làm liên tục trong 20 ngày mới thiết kế xong sân khấu cho đêm chung kết.

## Kết quả

### Thứ hạng
| Kết quả                                                        | Thí sinh | Vị trí quốc tế                                                                                             |
| Hoa hậu Việt Nam 2010                                          | - 516 - Đặng Thị Ngọc Hân | |
| Á hậu 1 (Miss Universe Vietnam 2011) (Miss World Vietnam 2012) | - 298 - Vũ Thị Hoàng My | - Tham dự – Hoa hậu Hoàn vũ 2011 - Tham dự – Hoa hậu Thế giới 2012                                         |
| Á hậu 2                                                        | - 189 - Đặng Thùy Trang | |
| Top 5                                                          | - 434 - Nguyễn Thị Loan | - Top 25 – Hoa hậu Thế giới 2014 - Top 20 – Hoa hậu Hòa bình Quốc tế 2016 - Tham dự – Hoa hậu Hoàn vũ 2017 |
| Top 5                                                          | - 480 - Nguyễn Bảo Ngọc | |
| Top 10                                                         | - 990 - Vũ Thu Hà | |
| Top 10                                                         | - 508 - Trương Tùng Lan | - Top 15 – Miss Asia-Pacific World 2011 - Top 19 – Miss Supertalent of the World 2011                      |
| Top 10                                                         | - 298 - Nguyễn Phước Hạnh - 390 - Vũ Thị Bình Minh - 569 - Phí Thị Thùy Linh | |
| Top 20                                                         | - 294 - Đặng Hà Thu - 58 - Lê Nhã Uyên - 595 - Huỳnh Bích Phương - 269 - Lê Thu Huyền Trang - 75 - Tôn Nữ Na Uy - 574 - Đàm Thu Trang - 139 - Nguyễn Thị Ngọc Tuyết - 809 - Nguyễn Phạm Bích Trâm - 806 - Phạm Thị Huyền Trang | |
| Top 20                                                         | - 289 - Lê Huỳnh Thúy Ngân | - Top 20 – Miss Tourism Queen International 2011                                                           |

### Thứ tự công bố
| 1. Đặng Thị Ngọc Hân 2. Vũ Thị Hoàng My 3. Đặng Thùy Trang 4. Nguyễn Bảo Ngọc 5. Nguyễn Thị Loan 6. Vũ Thu Hà 7. Trương Tùng Lan 8. Nguyễn Phước Hạnh 9. Vũ Thị Bình Minh 10. Đặng Hà Thu 11. Phí Thị Thùy Linh 12. Lê Nhã Uyên 13. Lê Huỳnh Thúy Ngân 14. Nguyễn Phạm Bích Trâm 15. Lê Thu Huyền Trang 16. Huỳnh Bích Phương 17. Phạm Thị Huyền Trang 18. Tôn Nữ Na Uy 19. Đàm Thu Trang 20. Nguyễn Thị Ngọc Tuyết | 1. Đặng Thị Ngọc Hân 2. Đặng Thùy Trang 3. Vũ Thị Hoàng My 4. Nguyễn Thị Loan 5. Nguyễn Bảo Ngọc 6. Nguyễn Phước Hạnh 7. Vũ Thu Hà 8. Vũ Thị Bình Minh 9. Trương Tùng Lan 10. Phí Thị Thùy Linh | 1. Nguyễn Thị Loan 2. Đặng Thùy Trang 3. Nguyễn Bảo Ngọc 4. Đặng Thị Ngọc Hân 5. Vũ Thị Hoàng My |

## Các giải thưởng phụ
| Giải phụ                           | Thí sinh                      |
| ---------------------------------- | ----------------------------- |
| Người đẹp Biển                     | - 434 - Nguyễn Thị Loan       |
| Người đẹp Tài năng                 | - 809 - Nguyễn Phạm Bích Trâm |
| Người đẹp Thân thiện               | - 480 - Nguyễn Bảo Ngọc       |
| Người đẹp được yêu thích nhất      | - 595 - Huỳnh Bích Phương     |
| Người đẹp có khuôn mặt khả ái nhất | - 595 - Huỳnh Bích Phương     |

## Ban giám khảo
| Họ tên          | Danh hiệu, nghề nghiệp                | Vai trò    |
| --------------- | ------------------------------------- | ---------- |
| Bùi Thạc Chuyên | Đạo diễn điện ảnh                     | Thành viên |
| Phú Quang       | Nhạc sĩ                               | Thành viên |
| Minh Hạnh       | NTK                                   | Thành viên |
| Lê Diệp Linh    | Bác sĩ - Tiến sĩ nhân trắc học        | Thành viên |
| Nguyễn Diệu Hoa | Hoa hậu Toàn quốc Báo Tiền Phong 1990 | Thành viên |
| Thế Hùng        | Tiến sĩ                               | Thành viên |
| Lê Khanh        | NSND                                  | Thành viên |
| Vũ Mạnh Cường   | Nhà báo                               | Thành viên |

## Phần thi ứng xử

### Nguyễn Thị Loan
- Câu hỏi: "Bạn nói gì về thủ đô yêu quý ngàn năm văn hiến Hà Nội?"
- Trả lời: "Tuy không sinh ra ở Hà Nội nhưng em trưởng thành ở Hà Nội, đây là quê hương thứ hai của em. Chỉ ít ngày nữa Hà Nội kỷ niệm 1.000 năm, một dấu mốc lịch sử rất trọng đại. Hà Nội có bề dày lịch sử và những địa danh rất nổi tiếng, như Hồ Tây, Hồ Gươm..., là niềm tự hào của mỗi chúng ta. Không chỉ vậy, Hà Nội đang từng ngày bước ra lên hướng tới năm châu..."

### Đặng Thùy Trang
- Câu hỏi: "Nếu đăng quang Hoa hậu, sau niềm vui chiến thắng, điều lo lắng của bạn là gì?"
- Trả lời: "Đạt được ngôi vị Hoa hậu là rất khó khăn nhưng để xứng đáng với danh hiệu đó còn khó khăn hơn. Vậy em nghĩ nếu em đăng quang thì khó khăn nhất mà em phải đương đầu là làm sao để xứng đáng với ngôi vị cao quý này. Tiếp theo là làm sao để có thể học tập, trau dồi tri thức cũng như nhân cách của bản thân. Và việc giữ gìn nhan sắc cũng rất quan trọng nữa."

### Nguyễn Bảo Ngọc
- Câu hỏi: "Phẩm chất nào của người phụ nữ Việt Nam khiến bạn tự hào nhất?"
- Trả lời: "Đối với em, ngay từ nhỏ em đã luôn nhận được sự quan tâm chăm sóc của bà, của mẹ, em cảm nhận rõ sự hi sinh và quan tâm của những người phụ nữ gần gũi nhất bên mình. Từ đó, em thấy rằng đức hi sinh chính là phẩm chất đáng tự hào nhất của người phụ nữ Việt Nam. Người phụ nữ Việt có thể mạnh mẽ được trong suốt chiều dài lịch sử cho tới tận ngày nay là nhờ sự hi sinh, quan tâm của hộ đối với gia đình và cao hơn nữa là với đất nước. Không ít người mẹ "ba lần tiễn con đi, hai lần khóc thầm lặng lẽ...". Nhờ đức hi sinh, người phụ nữ Việt Nam mang trong mình vẻ đẹp không thể chối cãi và họ có thể tỏa sáng..."

### Vũ Thị Hoàng My
- Câu hỏi: "Bạn biết gì về Hạ Long, nơi đang diễn ra cuộc thi Hoa hậu Việt Nam 2010?"
- Trả lời: "Hạ Long là nơi giao thoa giữa đất trời, sông nước, mang vẻ đẹp rất hùng vĩ và dễ dàng chạm được tới trái tim con người. Đã hai lần Hạ Long được công nhận là Di sản Thiên nhiên Thế giới và hơn nữa, Hạ Long đang ở trong top bình chọn 7 kỳ quan thiên nhiên thế giới mới. Đối với riêng em, sau nhiều năm quay lại Hạ Long cho em cảm giác như mình được gặp lại cố nhân."

### Đặng Thị Ngọc Hân
- Câu hỏi: "Theo bạn, sứ mệnh của Hoa hậu là gì?"
- Trả lời: "Hoa hậu phải là người toàn diện cả về hình thức bên ngoài và nội tâm bên trong. Và theo em sứ mệnh của Hoa hậu là chung tay với cộng đồng làm những việc có ích cho cộng đồng, cho xã hội và từ đó góp phần cho sự phát triển của đất nước."

## Các thí sinh tham dự vòng chung kết

### Khu vực phía Bắc
| STT | Họ tên                | Năm sinh | Số báo danh | Chiều cao              | Quê quán   | Thành tích            |
| --- | --------------------- | -------- | ----------- | ---------------------- | ---------- | --------------------- |
| 1   | Cung Thanh Ngọc Anh   | 1990     | 142         | 1,69 m (5 ft 6+1⁄2 in) |            |                       |
| 2   | Phạm Thùy Dương       | 1990     | 01          | 1,69 m (5 ft 6+1⁄2 in) |            |                       |
| 3   | Vũ Thị Thùy Dương     | 1990     | 534         | 1,68 m (5 ft 6 in)     |            |                       |
| 4   | Vũ Thu Hà             | 1988     | 990         | 1,72 m (5 ft 7+1⁄2 in) |            | Top 10                |
| 5   | Nguyễn Phước Hạnh     | 1988     | 298         | 1,78 m (5 ft 10 in)    |            | Top 10                |
| 6   | Đặng Thị Ngọc Hân     | 1989     | 516         | 1,73 m (5 ft 8 in)     | Hà Nội     | Hoa hậu Việt Nam 2010 |
| 7   | Đào Thị Hân           | 1988     | 698         | 1,73 m (5 ft 8 in)     |            |                       |
| 8   | Đỗ Thị Hương          | 1989     | 876         |                        |            |                       |
| 9   | Trương Tùng Lan       | 1988     | 508         | 1,70 m (5 ft 7 in)     | Quảng Ninh | Top 10                |
| 10  | Phí Thị Thùy Linh     | 1988     | 569         |                        |            | Top 10                |
| 11  | Nguyễn Thị Loan       | 1990     | 434         | 1,74 m (5 ft 8+1⁄2 in) | Thái Bình  | Top 5 Người đẹp biển  |
| 12  | Nguyễn Thị Minh       | 1989     | 699         |                        |            |                       |
| 13  | Tôn Nữ Na Uy          | 1991     | 75          | 1,65 m (5 ft 5 in)     |            | Top 20                |
| 14  | Trần Thị Hoài Phương  | 1992     | 206         | 1,73 m (5 ft 8 in)     |            |                       |
| 15  | Đặng Thị Phượng       | 1990     | 580         | 1,7 m (5 ft 7 in)      |            |                       |
| 16  | Nguyễn Thị Ngọc Tuyết | 1989     | 139         | 1,71 m (5 ft 7+1⁄2 in) |            | Top 20                |
| 17  | Đặng Hà Thu           | 1989     | 294         | 1,74 m (5 ft 8+1⁄2 in) |            | Top 20                |
| 18  | Đặng Thùy Trang       | 1991     | 189         | 1,72 m (5 ft 7+1⁄2 in) | Hà Nội     | Á hậu 2               |
| 19  | Đàm Thị Thu Trang     | 1989     | 574         | 1,72 m (5 ft 7+1⁄2 in) | Lạng Sơn   | Top 20                |
| 20  | Lê Thu Huyền Trang    | 1990     | 269         | 1,68 m (5 ft 6 in)     |            | Top 20                |
| 21  | Phạm Thị Huyền Trang  | 1990     | 806         | 1,66 m (5 ft 5+1⁄2 in) |            | Top 20                |
| 22  | Lê Nhã Uyên           | 1988     | 58          | 1,69 m (5 ft 6+1⁄2 in) |            | Top 20                |

### Khu vực phía Nam
| STT | Họ tên                | Năm sinh | Số báo danh | Chiều cao              | Quê quán              | Thành tích                                                              |
| --- | --------------------- | -------- | ----------- | ---------------------- | --------------------- | ----------------------------------------------------------------------- |
| 1   | Trần Thị Ngọc Giàu    | 1989     | 198         | 1,70 m (5 ft 7 in)     | Bình Dương            |                                                                         |
| 2   | Huỳnh Thị Lệ Hằng     | 1991     | 278         | 1,76 m (5 ft 9+1⁄2 in) | Tiền Giang            |                                                                         |
| 3   | Lê Thị Thúy Hằng      | 1988     | 309         | 1,70 m (5 ft 7 in)     |                       |                                                                         |
| 3   | Nguyễn Thị Mai Ly     | 1988     | 379         |                        | Trà Vinh              |                                                                         |
| 4   | Vũ Thị Bình Minh      | 1989     | 390         | 1,71 m (5 ft 7+1⁄2 in) | Phú Yên               | Top 10                                                                  |
| 5   | Vũ Thị Hoàng My       | 1988     | 298         | 1,71 m (5 ft 7+1⁄2 in) | Đồng Nai              | Á hậu 1                                                                 |
| 6   | Nguyễn Bảo Ngọc       | 1991     | 480         | 1,71 m (5 ft 7+1⁄2 in) | Quảng Bình            | Top 5 Người đẹp thân thiện                                              |
| 7   | Lê Huỳnh Thúy Ngân    | 1991     | 289         | 1,70 m (5 ft 7 in)     | Tiền Giang            | Top 20                                                                  |
| 8   | Võ Thị Ánh Nguyệt     | 1987     | 489         | 1,69 m (5 ft 6+1⁄2 in) | Đồng Nai              |                                                                         |
| 9   | Lê Thị Nhàn           | 1988     | 498         | 1,71 m (5 ft 7+1⁄2 in) | Thanh Hóa             |                                                                         |
| 10  | Hồ Thị Cẩm Nhung      | 1992     | 518         |                        | Trà Vinh              |                                                                         |
| 11  | Huỳnh Bích Phương     | 1988     | 595         | 1,68 m (5 ft 6 in)     | Thành phố Hồ Chí Minh | Top 20 Người đẹp được yêu thích nhất Người đẹp có khuôn mặt khả ái nhất |
| 12  | Đào Mai Uyên Thảo     | 1990     | 695         | 1,65 m (5 ft 5 in)     | Lâm Đồng              |                                                                         |
| 13  | Lâm Thị Thúy          | 1990     | 727         | 1,71 m (5 ft 7+1⁄2 in) | Bến Tre               |                                                                         |
| 14  | Nguyễn Phạm Bích Trâm | 1990     | 809         | 1,67 m (5 ft 5+1⁄2 in) | Đồng Nai              | Top 20 Người đẹp Tài năng                                               |

## Thông tin thí sinh
- Đặng Thị Ngọc Hân: Được mời làm đại diện Việt Nam tại Hoa hậu Thế giới 2010 và Hoa hậu Thế giới 2011 nhưng từ chối vì lý do cá nhân.
- Vũ Thị Hoàng My: Đại diện Việt Nam tham gia Hoa hậu Hoàn vũ 2011 nhưng không có thành tích gì, được mời tham gia Hoa hậu Châu Á-Thái Bình Dương 2011 nhưng từ chối vì lý do công việc, Đại diện Việt Nam dự thi Hoa hậu Thế giới 2012 và đoạt các giải phụ (Top 40 Hoa hậu Bãi biển, Top 60 Hoa hậu Siêu mẫu, Top 30 Phần trả lời phỏng vấn hay nhất), giám khảo, cố vấn chuyên môn Hoa hậu Hoàn vũ Việt Nam 2019 và Hoa hậu Hoàn vũ Việt Nam 2022.
- Đặng Thùy Trang: Từng là sinh viên của Trường Đại học Bách khoa Hà Nội.
- Nguyễn Thị Loan: Á hậu 2 Hoa hậu các dân tộc Việt Nam 2013, Top 25 Hoa hậu Thế giới 2014 cùng các giải phụ (Top 29 Hoa hậu Thể thao - Nhóm Xanh lá, Charity Gala), Top 5 Hoa hậu Hoàn vũ Việt Nam 2015, Top 20 Hoa hậu Hòa bình Quốc tế 2016 cùng giải phụ (Top 10 Trang phục dân tộc đẹp nhất), Đại diện Việt Nam tham gia Hoa hậu Hoàn vũ 2017 nhưng không có thành tích gì, góp mặt trong bộ phim Bão ngầm.
- Lê Huỳnh Thúy Ngân: Á hoàng 1 Nữ hoàng Trang sức Việt Nam 2009, Top 20 Nữ hoàng Du lịch Quốc tế 2011 cùng giải phụ Nữ hoàng được bình chọn nhiều nhất qua mạng, nhận vai chính Hân trong bộ phim Gạo nếp gạo tẻ, thành viên chính thức của chương trình Chơi là chạy mùa 2.
- Trương Tùng Lan: Hoa khôi Hạ Long 2010, Top 15 Hoa hậu Châu Á-Thái Bình Dương Thế giới 2011, Top 19 Hoa hậu Siêu tài năng Thế giới, góp mặt trong bộ phim Ghét thì yêu thôi.
- Đàm Thu Trang: Miss teen được yêu thích nhất - Miss Teen 2008, Hoa khôi xứ Lạng 2008, Top 6 Vietnam's Next Top Model 2010.

## Liên quan
Năm 2012, người đẹp biển Hoa hậu Việt Nam năm 2010, Nguyễn Thị Loan gặp scandal với bộ ảnh cô chụp cùng các người mẫu khác gây phản cảm vì tư thế đứng "tốc váy lên lịch sử". Trong bộ ảnh, Nguyễn Thị Loan diện váy ngắn, cổ xẻ sâu với những động tác uốn éo không mấy liên quan đến khung cảnh và hiện vật tại bảo tàng lịch sử.

## Dự thi quốc tế
| Cuộc thi                              | Tên                | Danh hiệu | Thứ hạng       | Giải thưởng đặc biệt                                          |
| ------------------------------------- | ------------------ | --------- | -------------- | ------------------------------------------------------------- |
| Miss Universe 2011                    | Vũ Thị Hoàng My    | Á hậu 1   | Không đạt giải | Không                                                         |
| Miss World 2012                       | Vũ Thị Hoàng My    | Á hậu 1   | Không đạt giải | Top 30 Best in Interview Top 40 Beach Beauty Top 60 Top Model |
| Miss Asia Pacific World 2011          | Trương Tùng Lan    | Top 10    | Top 15         | Không                                                         |
| Miss Supertalent of the World 2011    | Trương Tùng Lan    | Top 10    | Top 19         | Không                                                         |
| Miss Tourism Queen International 2011 | Lê Huỳnh Thúy Ngân | Top 20    | Top 20         | Miss Internet Popularity                                      |
| Miss World 2014                       | Nguyễn Thị Loan    | Top 5     | Top 25         | Top 10 Miss Talent Top 20 Beauty with a Purpose Top 29 Sports |
| Miss Grand International 2016         | Nguyễn Thị Loan    | Top 5     | Top 20         | Top 10 Best National Costume                                  |
| Miss Universe 2017                    | Nguyễn Thị Loan    | Top 5     | không đạt giải | không                                                         |